# Aoshachia virescens
Aoshachia virescens là một loài bướm đêm trong họ Geometridae.